# Stand (samfundsgruppe)
 For alternative betydninger, se Stand. (Se også artikler, som begynder med Stand)
En stand (flertal stænder) er en samfundsgruppe i europæisk historie. Op gennem middelalderen deltes befolkningen gradvis i mere eller mindre skarpt adskilte samfundsklasser med konsekvenser for den enkeltes retsstilling. De fire stænder var gejstlighed, adel, borgere og bønder. I Frankrig før revolutionen kaldtes borgere og bønder under et for tredjestand.
I flere lande havde stænderne indflydelse på lovgivningen gennem stændermøder.